# Théorème de Chapatte
Le théorème de Chapatte est une loi empirique née de l'expérience de Robert Chapatte en tant que coureur cycliste et commentateur sportif,.
Il s'énonce ainsi :

« Lors d'une course cycliste, si un coureur échappé en solitaire se trouve avec une minute d'avance sur ses poursuivants immédiats à dix kilomètres de l'arrivée, on considère qu'il possède une avance suffisante pour ne pas être rattrapé avant l'arrivée. »

Il faut considérer que ce théorème s'applique sur un terrain plus ou moins plat et non lors d'une ascension finale en montagne.

## Exemples
En effet, cette formulation d'observations se vérifie régulièrement lors d'arrivées en solitaire. Un écart très légèrement inférieur s’avèrera fatal au coureur solitaire, comme pour Bjarne Riis, échappé lors de l’étape de Gap en 1993. Il passe à 10 kilomètres de l’arrivée avec 56 secondes d’avance et se fait rejoindre à seulement quelques centaines de mètres de la ligne d’arrivée.